# سیارک ۱۹۰۰۲
سیارک ۱۹۰۰۲ (به انگلیسی: 19002 Tongkexue، نامگذاری:2000RD61) نوزده هزار و دومین سیارک کشف شده‌است که در ۱ سپتامبر ۲۰۰۰ کشف شد.
قدر مطلق سیارک برابر ۱۲.۹ است.